# Министерство национальной безопасности Израиля
Министерство национальной безопасности Израиля (ивр. המשרד לביטחון לאומי‎) — правительственное ведомство Израиля, созданное в 1948 году.

## История
Министерство внутренней безопасности Израиля было создано в мае 1948 года и называлось Министерство полиции. Первым министром был бывший полицейский Бхор-Шалом Шитрит, исполнявший свои обязанности с 1948 по 1967 год, что явилось своеобразным рекордом в политической жизни Израиля. В 1995 году министерство полиции было переименовано и до 2022 года называлось министерством внутренней безопасности Израиля.
В декабре 2022 года название ведомства было изменено на Министерство национальной безопасности. Новым министром был назначен Итамар Бен-Гвир из движения «Оцма Йехудит».
В министерство входят следующие ведомства:
- полиция Израиля,
- управление тюрем Израиля,
- пограничные войска,
- пожарно-спасательная служба[англ.],
- национальное управление по борьбе с наркотиками и алкоголем,
- управление по защите свидетелей.

## Министры
| Имя                | Года                     | Партия          |
| ------------------ | ------------------------ | --------------- |
| Бехор-Шалом Шитрит | 14.05.1948 — 02.01.1967  | Мапай, Маарах   |
| Элиягу Сассон      | 02.01.1967 — 15.12.1969  | Маарах          |
| Шломо Хилель       | 15.12.1969 — 20.06.1977  | Маарах          |
| Йосеф Бург         | 20.06.1977 — 13.09.1984  | Мафдаль         |
| Хаим Бар-Лев       | 13.09.1984 — 15.03.1990  | Маарах          |
| Рони Мило          | 15.03.1990 — 13.07.1992  | Ликуд           |
| Моше Шахаль        | 13.07.1992 — 18.06.1996  | Авода           |
| Авигдор Кахалани   | 18.06.1996 — 06.07.1999  | Третий путь     |
| Шломо Бен-Ами      | 06.07.1999 — 07.03.2001  | Единый Израиль  |
| Узи Ландау         | 07.03.2001 — 28.02.2003  | Ликуд           |
| Цахи Ханегби       | 28.02.2003 — 06.09.2004  | Ликуд           |
| Гидеон Эзра        | 29.11.2004 — 04.05.2006  | Ликуд, Кадима   |
| Ави Дихтер         | 04.05.2006 — 31.03.2009  | Кадима          |
| Ицхак Ааронович    | 31.03.2009 — 14.05.2015  | Наш дом Израиль |
| Ярив Левин         | 14.05.2015 — 25.05.2015  | Ликуд           |
| Гилад Эрдан        | 25.05.2015 — 17.05.2020  | Ликуд           |
| Амир Охана         | 17.05.2020 — 13.06.2021  | Ликуд           |
| Омер Бар-Лев       | 13.06.2021 —29.12.2022   | Авода           |
| Итамар Бен-Гвир    | 29.12.2022 — наст. время | Оцма Йехудит    |